# Попрадске плесо

## Общо описание
Попрадското езеро (на словашки: Popradské pleso, Попрадско плесо, в миналото Rybie pleso – Рибно езеро, на полски: Popradzki Staw; на немски: Poppersee; на унгарски: Poprádi-tó) е езеро в Словакия, сред най-близките туристически обекти до курорта Щръбске плесо.
Туристическият преход до него е около 1.30 ч. по маркирана пътека през гора. От пътеката се открива гледка към спортните съоръжения на курорта Щръбске плесо. До него може да се достигне и по асфалтов път, който преминава край едноименната спирка на обособената планинска Татранска железница. Край езерото е построен туристически мотел.

## Мемориал
Недалече от езерото, в подножието на внушителния масив Остърва се намира символичния мемориал Цинторин за всички загинали туристи и алпинисти в Татрите, като са поставени плочи в памет на Отакар Штафел, Йежи Кукучка, Ванде Руткевич и други известни алпинисти. Мемориалът е под специална защита на администрацията на словашкия национален парк „Татри“.